# Semiluki
Semiluki (ruski:Семилуки) je grad u Voronješkoj oblasti u Rusiji. Nalazi se na obalama rijeke Dona. Zemljopisni položaj mu je 51°41′N 39°02′E / 51.683°N 39.033°E. 
Broj stanovnika: 22.400 (2002.) U Semilukiju se rodio dvostruki olimpijski pobjednik u gimnastici Aleksander Tkačjov.

## Povijest
Grad je utemeljen 1894. blizu Semiluki željezničke postaje, koja je opet, bila imenovana prema obližnjem selu.
1929. sagrađen je glavni gospodarski subjekt u naselju, tvornica vatrootpornih materijala. 1931. Semiluki su postali sjedište Semilučkog okruga. U srpnju1942. ga je okupirala nacistička Njemačka. Oslobođen je 25. siječnja 1943. Nacisti su uništili 90 posto tvornice. Status grada je dobiven 1954.